# Kitashiobara
Kitashiobara (北塩原村?) è un villaggio giapponese della prefettura di Fukushima.